# Zgierz (gmina wiejska)

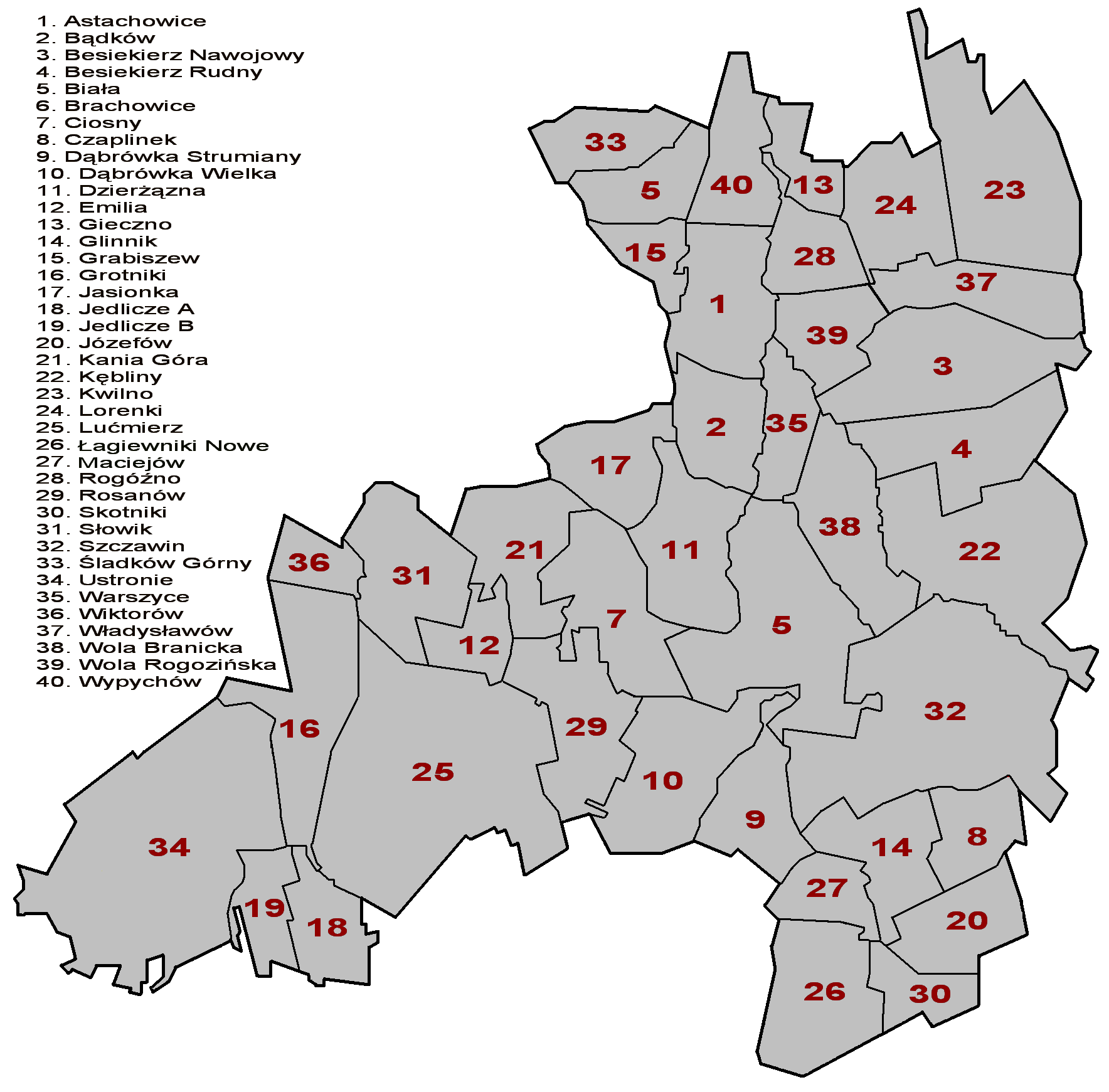
Podział gminy na sołectwa

Zgierz – gmina wiejska w województwie łódzkim, w powiecie zgierskim. W latach 1975–1998 gmina była położona w ówczesnym województwie łódzkim.
Siedziba gminy znajduje się w Zgierzu.
W listopadzie 2010 roku w gminie Zgierz został uruchomiony pilotażowy etap Łódzkiej Regionalnej Sieci Teleinformatycznej.

## Geografia

### Struktura powierzchni
Według danych z roku 2007 gmina Zgierz ma obszar 199,05 km², w tym:
- użytki rolne: 59%
- użytki leśne: 29%

Gmina stanowi 23,28% powierzchni powiatu.

### Rezerwaty przyrody
Na terenie gminy znajdują się następujące rezerwaty przyrody:
- rezerwat przyrody Ciosny – chroni naturalne skupisko okazałych jałowców pospolitych rosnących na wydmach śródlądowych,
- rezerwat przyrody Dąbrowa Grotnicka – chroni zespół dąbrowy świetlistej oraz wiele stanowisk roślin ciepłolubnych,
- rezerwat przyrody Grądy nad Lindą – chroni meandrującą rzekę Linda z dopływem, kompleksem źródeł oraz grądy i łęgi jesionowo - olszowe,
- rezerwat przyrody Grądy nad Moszczenicą – chroni różnorodność zbiorowisk leśnych z przewagą grądów i bogatą florą wczesnowiosenną rozwijającą się w harmonii z warunkami geomorfologicznymi.

## Historia
Gminę utworzono 1 stycznia 1973 w powiecie łódzkim w Województwo łódzkie (1945–1975). Składała się wówczas z 33 sołectw, należących przed 1954 do różnych gmin i powiatów:
- powiat łódzki:
  - do gminy Brużyca Wielka (przed 1924 do gminy Nakielnica):
    - Jedlicze A, Jedlicze B, Kontrewers i Ustronie;

  - do gminy Lućmierz
    - w tym należące ciągle do gminy Lućmierz:
      - Ciosny, Dąbrówka Strumiany, Dąbrówka Wielka, Emilia, Kania-Góra, Lućmierz, Proboszczewice (z Bazylią), Rosanów, Słowik i Wiktorów;

    - w tym należące do 1946 do gminy Łagiewniki:
      - Łagiewniki i  Skotniki;

    - w tym należąca do 1915 do gminy Dzierżązna:
      - Dzierżązna;
- powiat brzeziński:
  - do  gminy Biała:
    - Biała, Besiekierz Nawojowy, Besiekierz Rudny, Jasionka, Kębliny, Warszyce i Wola Branicka;

  - do gminy Dobra:
    - Czaplinek, Glinnik, Józefów, Maciejów i Szczawin;
- powiat łęczycki:
  - do  gminy Rogóźno:
    - Bądków, Władysławów i Wola Rogozińska;

  - do gminy Chociszew:
    - Grotniki.

### Zwiększenie obszaru w 1975
29 kwietnia 1975 obszar gminy Zgierz zwiększono o 9 sołectw:
- z powiatu łęczyckiego:
  - z gminy Piątek (przed 1954 w gminie Rogóźno):
    - Astachowice, Stare Brachowice, Grabiszew, Kwilno, Stare Lorenki, Rogóźno, Śladków Górny i Stary Wypychów oraz częściowo (178 ha) Gieczno.

Tym samym, obszar gminy Zgierz liczył odtąd 42 sołectwa.

### Zredukowanie obszaru w 1988
1 stycznia 1988 obszar gminy Zgierz zredukowano o 850,6 ha (8,51 km²):
- do miasta Zgierza włączono 770,6 ha:
  - Bazylię (60,19 ha), Kontrewers (193,08 ha), Lućmierz (225,21 ha) i Proboszczewice (292,12 ha);
- do miasta Łodzi (do dzielnicy Bałuty) włączono 80,00 ha:
  - część wsi Nowe Łagiewniki (80,00 ha).

## Demografia

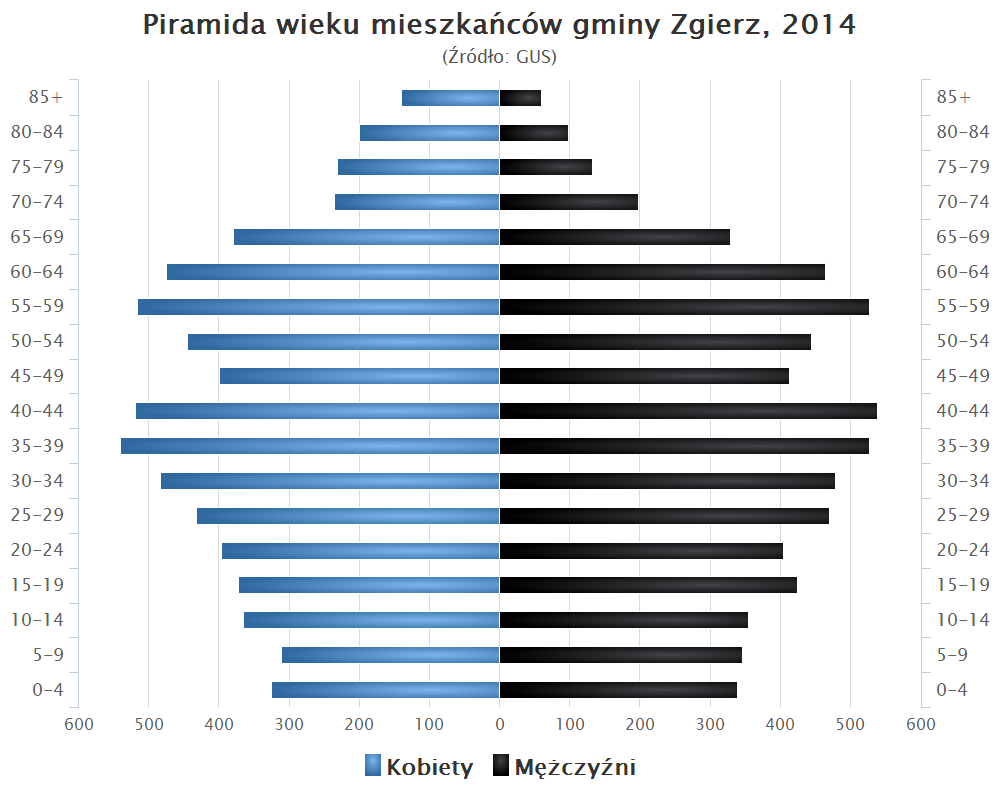
Piramida wieku mieszkańców gminy Zgierz w 2014 roku

Dane z 31 grudnia 2007:
| Opis                              | Ogółem | Ogółem | Kobiety | Kobiety | Mężczyźni | Mężczyźni |
| --------------------------------- | ------ | ------ | ------- | ------- | --------- | --------- |
| jednostka                         | osób   | %      | osób    | %       | osób      | %         |
| populacja                         | 11 766 | 100    | 5964    | 50,69   | 5802      | 49,31     |
| gęstość zaludnienia (mieszk./km²) | 59,11  | 59,11  | 29,96   | 29,96   | 29,15     | 29,15     |

## Zabytki
- drewniany kościół pw. Świętych Apostołów Piotra i Pawła w Białej
- drewniany kościół w Giecznie
- budynek starej kuźni z początku XIX wieku w Kęblinach

## Komunikacja

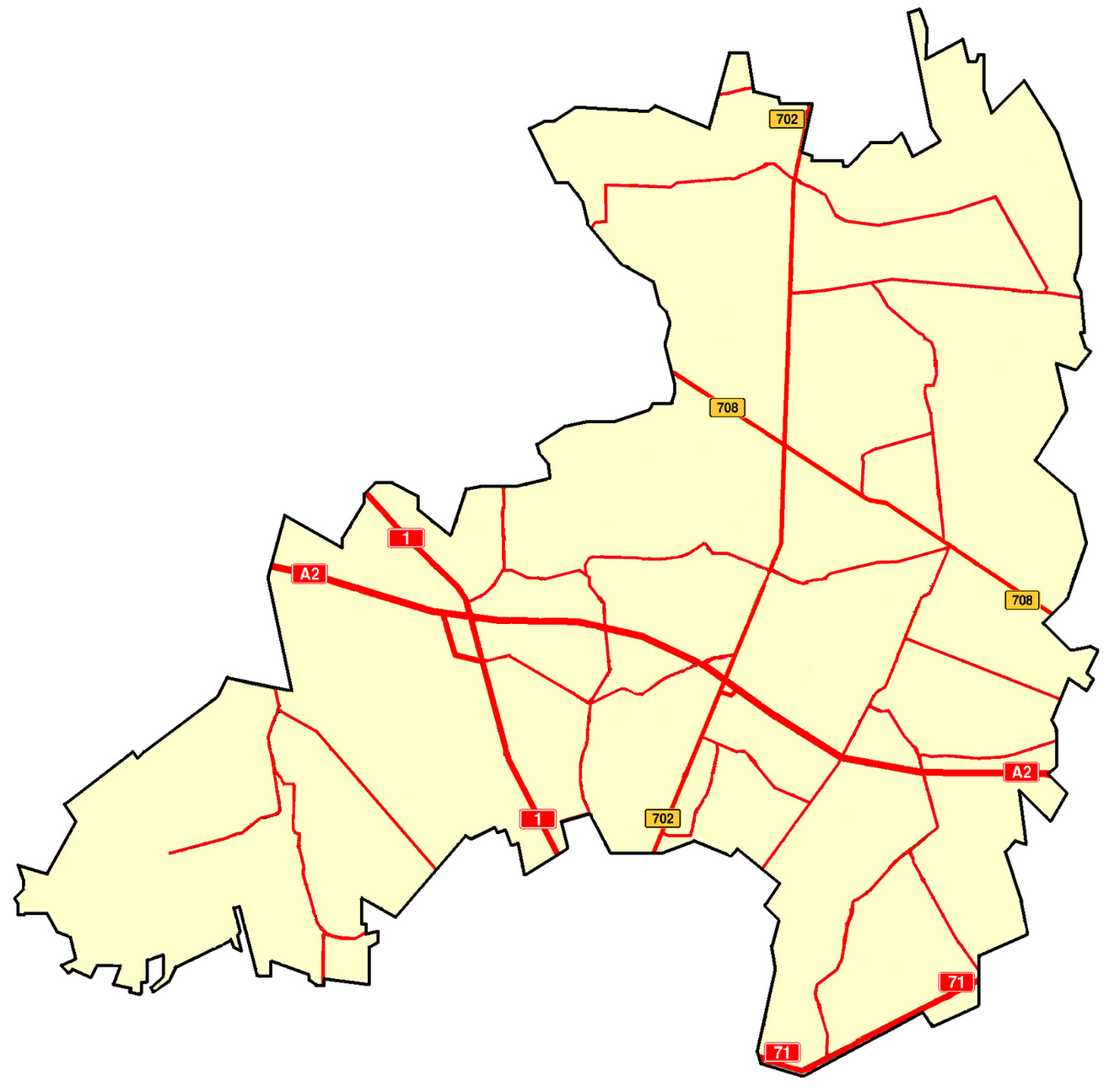
Sieć dróg w gminie

### Drogi
Przez gminę przebiegają:
- autostrada A2 (E30): Nowy Tomyśl – Stryków
- droga krajowa nr 71 : Stryków – Rzgów
- droga krajowa nr 91 : Gdańsk – Łódź
- droga wojewódzka nr 702 : Kutno – Zgierz
- droga wojewódzka nr 708 : Ozorków – Brzeziny

Na terenie gminy zlokalizowane są dwa węzły komunikacyjne na autostradzie A2:
- Emilia z drogą krajową nr 91
- Piątek z drogą wojewódzką nr 702

### Komunikacja gminna
Obsługuje ją GZK w Dąbrówce Wielkiej, autobusy kursują w dni robocze na liniach:
- Zgierz – Biała – Kwilno – Gieczno – Brachowice
- Zgierz – /Łagiewniki-cztery kursy/ – Smardzew – Szczawin

### Komunikacja miejska
Do 3 lutego 2018 przez miejscowość przebiegała linia tramwajowa 46 kursująca w relacji Łódź Stoki – Ozorków. Linia została zawieszona ze względu na zły stan techniczny. W jej miejsce został uruchomiony autobus zastępczy kursujący co 30 minut. 

## Edukacja
Gmina utrzymuje:
1 przedszkole
7 szkół podstawowych
- Szkoła Podstawowa im. 28 Pułku Strzelców Kaniowskich w Besiekierzu Rudnym
- Szkoła Podstawowa im. Henryka Sienkiewicza w Słowiku (dawniej zespół; szkoła podstawowa i gimnazjum)
- Szkoła Podstawowa im. Jana Kasińskiego w Białej
- Szkoła Podstawowa im. Króla Stefana Batorego w Szczawinie (dawniej zespół; szkoła podstawowa i gimnazjum)
- Szkoła Podstawowa im. Marii Kownackiej w Dąbrówce Wielkiej
- Szkoła Podstawowa w Giecznie (dawniej zespół; szkoła podstawowa i gimnazjum)
- Szkoła Podstawowa w Zespole Szkolno-Przedszkolny Grotnikach (dawniej zespół; szkoła podstawowa i gimnazjum)

## Miasta i rejony partnerskie
Samorząd gminy zawarł umowy partnerskie dotyczące:
- rozwijania wspólnej działalności poprzez wymianę doświadczeń w dziedzinie: kulturalno-oświatowej, sportowej, zarządzania usługami komunalnymi, rozwijania i wzbogacania samorządności lokalnej,
- zachęcania do pomnażania związków pomiędzy organizacjami i instytucjami regionów w dziedzinie kształcenia oraz w dziedzinie gospodarczej,
- organizowania spotkań przedstawicieli regionów, w celu oceny bieżącej działalności oraz podejmowania decyzji, dotyczących nowych płaszczyzn współpracy

pomiędzy gminą Zgierz a niżej wymienionymi jednostkami.
| Nazwa    | Rodzaj jednostki | Państwo  | Data podpisania umowy |
| -------- | ---------------- | -------- | --------------------- |
| Zdziar   | gmina            | Słowacja | 1999                  |
| Kupiszki | rejon            | Litwa    | 1999                  |
| Rzeżyca  | gmina            | Łotwa    | 1999                  |
| Hollókő  | gmina            | Węgry    | 2005                  |
| Zgierz   | miasto           | Polska   | 2000                  |

## Szlaki turystyczne
| Rodzaj szlaku   | Kolor oznaczenia | Długość szlaku | Opis trasy |
| --------------- | ---------------- | -------------- | --- |
| pieszo-rowerowy | zielony          | 9 km           | ZGIERZ (pl. Jana Pawła II) – ul. Piątkowska – ul. Ciosnowska – las Dąbrówka – Malice – Rosanów – las Lućmierz – Rosanów Stary – Ciosny (kolonia) – rez. jałowców „Ciosny” – EMILIA (przystanek PKS) |
| pieszo-rowerowy | czerwony         | 22 km          | ALEKSANDRÓW ŁÓDZKI – ul. 1 Maja – Ruda Dolna – Ruda – Bugaj – las Chrośno – Kobiatka – leśn. Chrośno – las Grotniki – Grotniki (PKP) – las Lućmierz – LUĆMIERZ (przystanek tramwaju linii 46) |
| pieszo-rowerowy | czerwony         | 22 km          | LUĆMIERZ (przystanek tramwaju linii 46) – Rosanów – Ciosny – Sady – Dzierżązna – Biała – Cyprianów – las Szczawin – Swędów (PKP) – Marcjanka – Glinnik (PKP) – Glinnik – Smardzew (PKP) |
| pieszo-rowerowy | czerwony         | 9 km           | Smardzew (PKP) – Nowe Łagiewniki – Łagiewniki (klasztor) – ul. Okólna – Modrzew – Las Łagiewnicki – ul. Bomty – ul. Rogowska – ŁÓDŹ (ul. Wycieczkowa – przystanek MPK) |
| pieszo-rowerowy | niebieski        | 16 km          | Szlak pamięci ofiar hitlerowskiego ludobójstwa ZGIERZ (pl. Kilińskiego) – ul. Długa – ul. Narutowicza – ul. Barlickiego – park miejski – ul. Piątkowska – Plac Stu Straconych – ul. Reymonta – ul. Cmentarna – ul. Kasprowicza – ul. Przygraniczna – las Proboszczewice – Ośrodek „Malinka” – Dąbrówka-Sowice – Dąbrówka-Strumiany – Rosanów – Lućmierz (gospoda) – pomnik w lesie Lućmierz (przystanek tramwaju linii 46) |
| rowerowy        | żółty            | 9 km           | Łagiewniki (klasztor) – Smardzew – Maciejów – Rozalinów – Dąbrówka-Sowice – Ośrodek Sportu i Rekreacji „Malinka” |
| rowerowy        | zielony          | 33 km          | agroturystyczny Ośrodek Sportu i Rekreacji „Malinka” – Dąbrówka Wielka – rez. jałowców „Ciosny” – Dzierżązna – Biała – Szczawin – Dąbrówka-Strumiany – Dąbrówka-Sowice – Ośrodek Sportu i Rekreacji „Malinka” |
| konny           | czerwony         | 17 km          | Rosanów (stajnia „Ceduła”) – rez. jałowców „Ciosny” – Rosanów (stajnia „Ceduła”) |

## Ochotnicze Straże Pożarne w Gminie
1. OSP Biała, S-3, Krajowy system ratowniczo-gaśniczy
2. OSP Dzierżązna, S-1, Krajowy system ratowniczo-gaśniczy
3. OSP Grotniki-Ustronie, S-3, Krajowy system ratowniczo-gaśniczy
4. OSP Kania Góra, S-1, Krajowy system ratowniczo-gaśniczy
5. OSP Skotniki, S-1, Krajowy system ratowniczo-gaśniczy
6. OSP Dąbrówka Wielka, S-3
7. OSP Kębliny, S-1
8. OSP Rogóźno, S-1
9. OSP Szczawin, S-1
10. OSP Wypychów, S-0
11. OSP Śladków Gorny, M

## Sąsiednie gminy
- Aleksandrów Łódzki
- Głowno
- Łódź
- Ozorków (gmina wiejska)
- Ozorków (miasto)
- Parzęczew
- Piątek
- Stryków
- Zgierz (miasto)